# Villa Duthy
La villa Duthy est une voie du 14e arrondissement de Paris, en France.

## Situation et accès
La villa Duthy est une voie publique située dans le 14e arrondissement de Paris. Elle débute au 99, rue Didot et se termine en impasse. Elle comprend de nombreuses maisons de ville ainsi que quelques villas avec jardin.

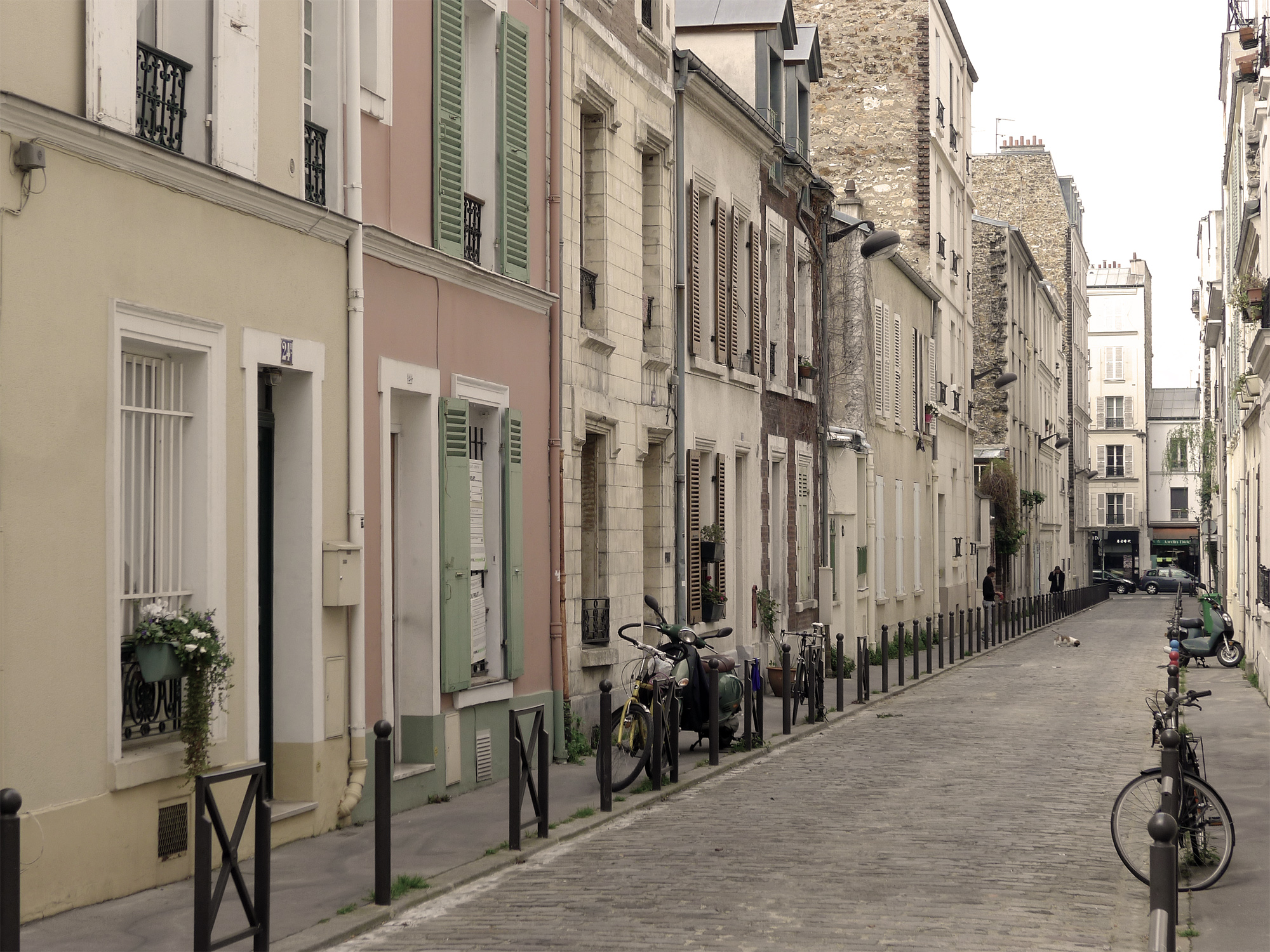
Maisons de ville.
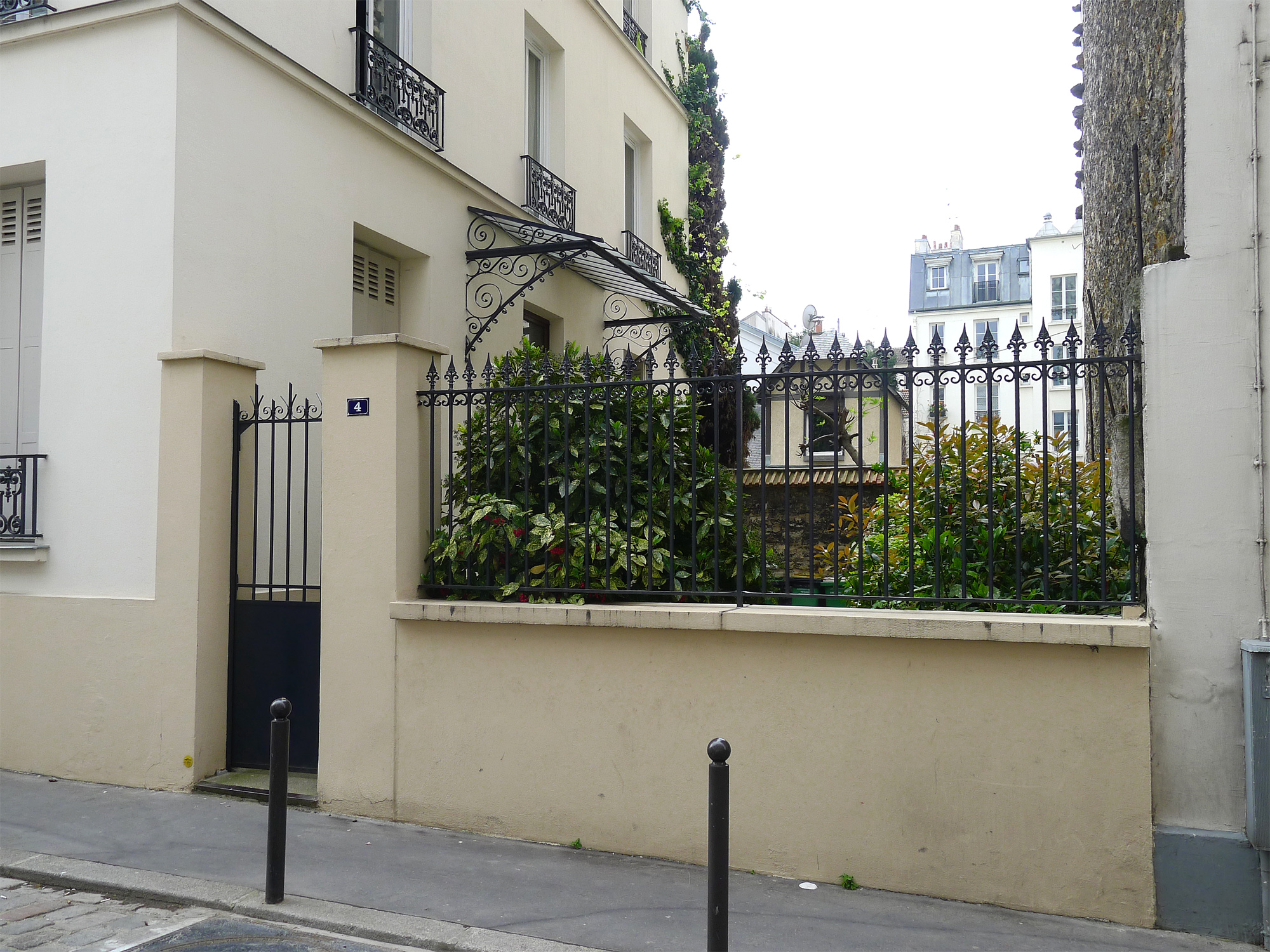
Jardin.

## Origine du nom
Cette voie est nommée d'après M. Duthy, le propriétaire des terrains sur lesquels elle a été ouverte.

## Historique
La voie est ouverte en 1884 et prend sa dénomination la même année.